# 小行星6318
小行星6318（英語：6318 Cronkite）是一颗围绕太阳公转的小行星。1990年11月18日，埃莉諾·赫琳在帕洛马山发现了此天体。
这颗小行星的绝对星等为12.23266等。